# Kakaomassa
Kakaomassa är en massa bestående av kakaobönor som jäst, torkats, rostats och malts ner. Ur kakaomassan framställs kakaopulver och kakaosmör. Kakaomassa och kakaosmör är ingredienser i choklad och även i chokladrelaterade produkter såsom chokladflingor.